# Енгельгардт Павло Васильович
Павло Васильович Енгельгардт (рос. Энгельгардт Павел Васильевич; 1798–1849) — російський дворянин і офіцер німецько-балтійського походження, представник розгалуженого роду Енгельгардтів. Поміщик Тараса Шевченка.

## Життєпис
Позашлюбний син Василя Васильовича Енгельгардта, племінника князя Потьомкіна. Енгельгардти входили до четвірки найбагатших родин України. Павло Енгельгардт успадкував від батька більше трьох мільйонів грошима та й ще тільки на Київщині 18000 кріпаків.
З 1821 року служив ад'ютантом у фельдмаршала Олександра Римського-Корсакова, віленського губернатора.
У 30 років став полковником лейб-гвардії Уланського полку.
1831 року переїхав до Петербурга, де служив ад'ютантом принца Олександра Вюртембергського, керівником шляхів сполучення.
16 жовтня 1832 року вийшов у відставку.

## Родина
Був одружений зі Софією Григорівною (до шлюбу Ґотард-Ґергард, 1804–1875), що походила з балтійських німців. Мав двох синів Василя та Григорія.